# Milnacipran
Le milnacipran est un antidépresseur inhibiteur de la recapture de la sérotonine-noradrénaline. Il a été développé par les laboratoires Pierre Fabre et est commercialisé sous le nom d'Ixel. Il est utilisé dans le traitement de la dépression.
Pierre Fabre et son partenaire Forest Laboratories ont développé comme successeur au milnacipran son énantiomère, le Levomilnacipran (ou F2695). Malgré l'échec d'un essai de phase III en 2011, les recherches se sont poursuivies et des résultats encourageants ont été dévoilés en mars 2012. La FDA a approuvé le produit en juillet 2013 et il est commercialisé aux États-Unis et au Canada sous le nom de Fetzima,.

## Mécanisme d'action
Le milnacipran agit en bloquant la recapture de la sérotonine-noradrénaline avec un ratio de 2/1, augmentant ainsi la concentration synaptique de ces neurotransmetteurs.

## Pharmacocinétique
Avec une biodisponibilité de 85 %, il atteint une concentration plasmatique maximale deux heures après la prise orale. Il a une demi-vie en formulation à libération prolongée de 7 heures et est éliminé par voie urinaire (90 %). Cette demi-vie peut donc être augmentée par des maladies rénales, il convient donc d'administrer des doses plus faibles aux patients en étant atteints.

## Indications et posologie
Il est utilisé pour traiter :
- La dépression modérée à sévère ;
- Certaines douleurs chroniques (hors AMM).

La dose recommandée pour la dépression est de 50 mg, deux fois par jour.
Le milnacipran est disponible sous le nom d'Ixel en gélules de 25 mg et de 50 mg.
Le traitement doit être poursuivi pendant plusieurs mois après la fin du trouble dépressif pour éviter les rechutes.

## Effets secondaires
Des effets secondaires peuvent apparaître chez certains patients, surtout en début de traitement. Les plus fréquents sont des nausées, des vertiges, de l'anxiété, de l'insomnie, de la dysurie, l'accélération du rythme cardiaque, des troubles sexuels.
Le syndrome sérotoninergique, bien que rare, est décrit avec la prise d'inhibiteur de la recapture de la sérotonine.
Des hypertensions artérielles, des tachycardies, des troubles du rythme cardiaque, des allongements de l'intervalle QT de l'électrocardiogramme sont possibles.

## Interactions médicamenteuses connues
- IMAO, tricyclique, lithium, ISRS; syndrome sérotoninergique potentiellement létale.
- MDMA

Pas d'interactions connues ou de potentialisation avec l'alcool.

## Contre-indications
- Hypersensibilité avec cette substance ;
- Patients de moins de 15 ans ;
- Grossesse, le milnacipran traverse la barrière placentaire ;
- Allaitement, le milnacipran est excrété dans le lait.